# فلزیاب اف‌سی‌دی (FCD)
فلزیاب اف‌سی‌دی (FCD)، فلزیاب فرکانسی، فرکانس القائی یا فلزیاب جذبی از پیشرفته‌ترین نوع فلزیاب‌ها در دنیا می‌باشد، فلزیاب (FCD)، فلزیاب فرکانس القائی یا فلزیاب جذبی می‌تواند با تغییر نوع علائم فرکانس، جریان و انرژی هدف را تشخیص دهد.
فلزیاب (FCD) را در عملیات حرفه‌ای برای عمق زیاد استفاده می‌نمایند و سیستم فلزیاب (FCD)، فلزیاب فرکانس القائی یا فلزیاب جذبی می‌تواند اهداف را به راحتی تشخیص دهد و پیدا نماید.

## تقسیم‌بندی فلزیاب (FCD)
فلزیاب (FCD)، فلزیاب فرکانس القائی یا فلزیاب جذبی در چند دسته تقسیم می‌گردد که حرفه ای‌ترین نوع فلزیاب فرکانس القائی، فلزیاب جذبی یا فلزیاب (FCD) دارای تنظیمات تفکیک و تشخیص (EDIT) یا (VDI DISC) و سطح و حجم ترشهولد (THRESHOLD) یا تارگت ایکس (TARGET X) می‌باشد طراحی و ساخت این نوع فلزیاب با این نوع تنظیمات در اختیار چند شرکت معتبر در دنیا می‌باشد.

## شکل فلزیاب (FCD)
فلزیاب (FCD)، فلزیاب فرکانس القائی یا فلزیاب جذبی در نوع فوق پیشرفته حرفه‌ای خود دارای شکل ترکیبی یا مرکب می‌باشد و فلزیاب آنتنی، فلزیاب تصویری و فلزیاب صدا دار در یک مدار در کنار یکدیگر می‌باشد البته بعضی از این نوع فلزیاب دارای سیستم فلزیاب صدا زمینه یا صدا یکسره با فلزیاب آنتنی می‌باشد یا فلزیاب تصویری به همراه فلزیاب آنتنی می‌باشد.

## تنظیمات فلزیاب (FCD)
فلزیاب (FCD)، فلزیاب فرکانس القائی یا فلزیاب جذبی که دارای تنظیمات تفکیک و تشخیص (EDIT) یا (VDI DISC) و سطح و حجم ترشهولد (THRESHOLD) یا تارگت ایکس (TARGET X) می‌باشد مدار آن‌ها بنابر اصول و شرایط رادار طراحی می‌گردد که این نوع طراحی در اختیار تعداد انگشت شماری شرکت‌های معتبر در دنیا می‌باشد.